# Edifici al carrer Vic, 40 (Caldes de Montbui)
Edifici al carrer Vic, 40 és una casa de Caldes de Montbui (Vallès Oriental) protegida com a bé cultural d'interès local.

## Descripció
Edifici entre mitgeres de planta baixa i dues plantes amb la coberta inclinada de teula àrab. Hi ha una obertura per planta, totes elles allindades. La de la planta baixa té els brancals i la llinda de pedra i a la llinda hi ha una inscripció amb la data 1622. La finestra del segon pis és quadrada i amb un acabat molt senzill, és per ventilar la sota coberta o golfes.